# St. Severin (Augsburg)

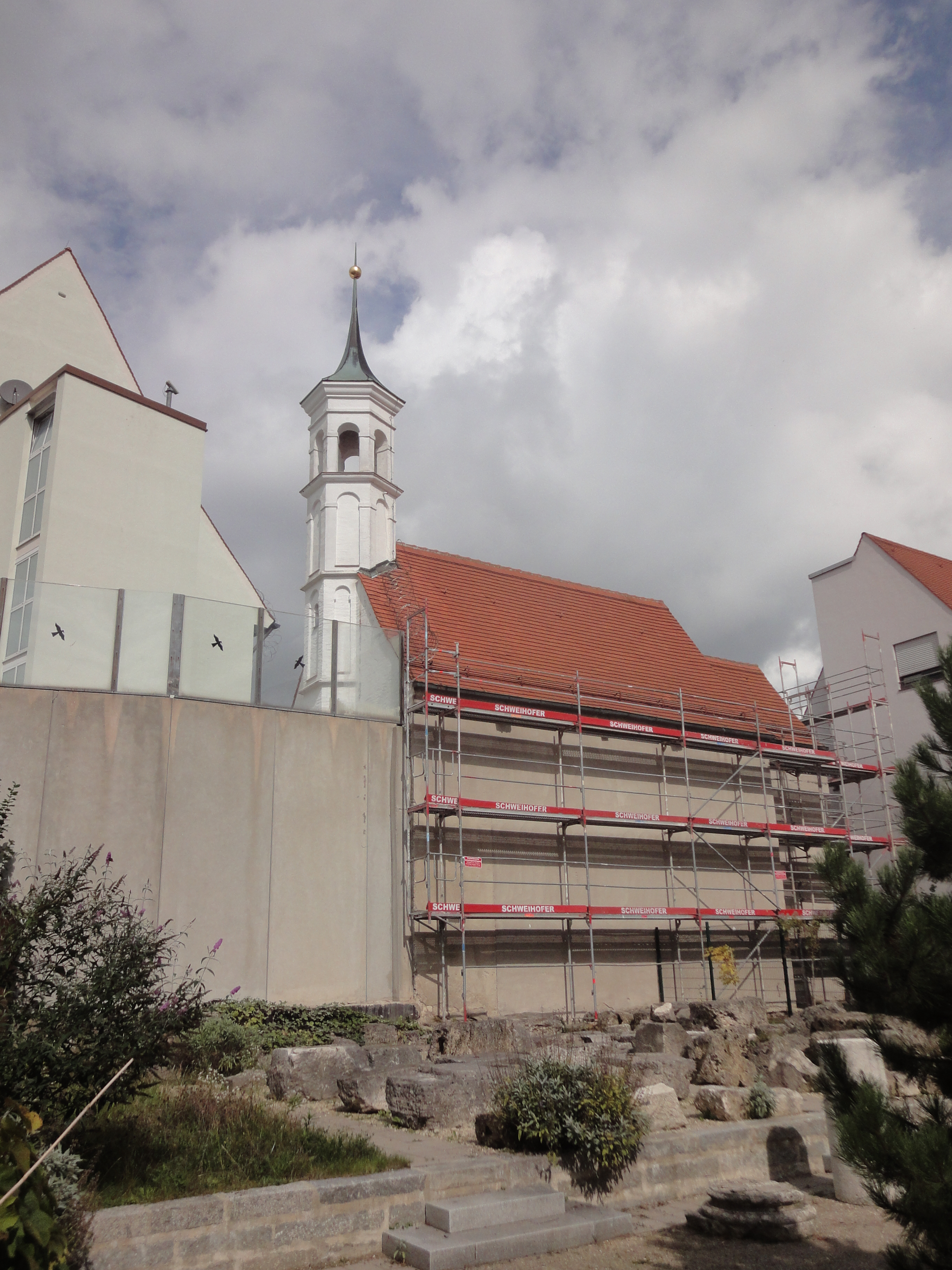
St. Severin

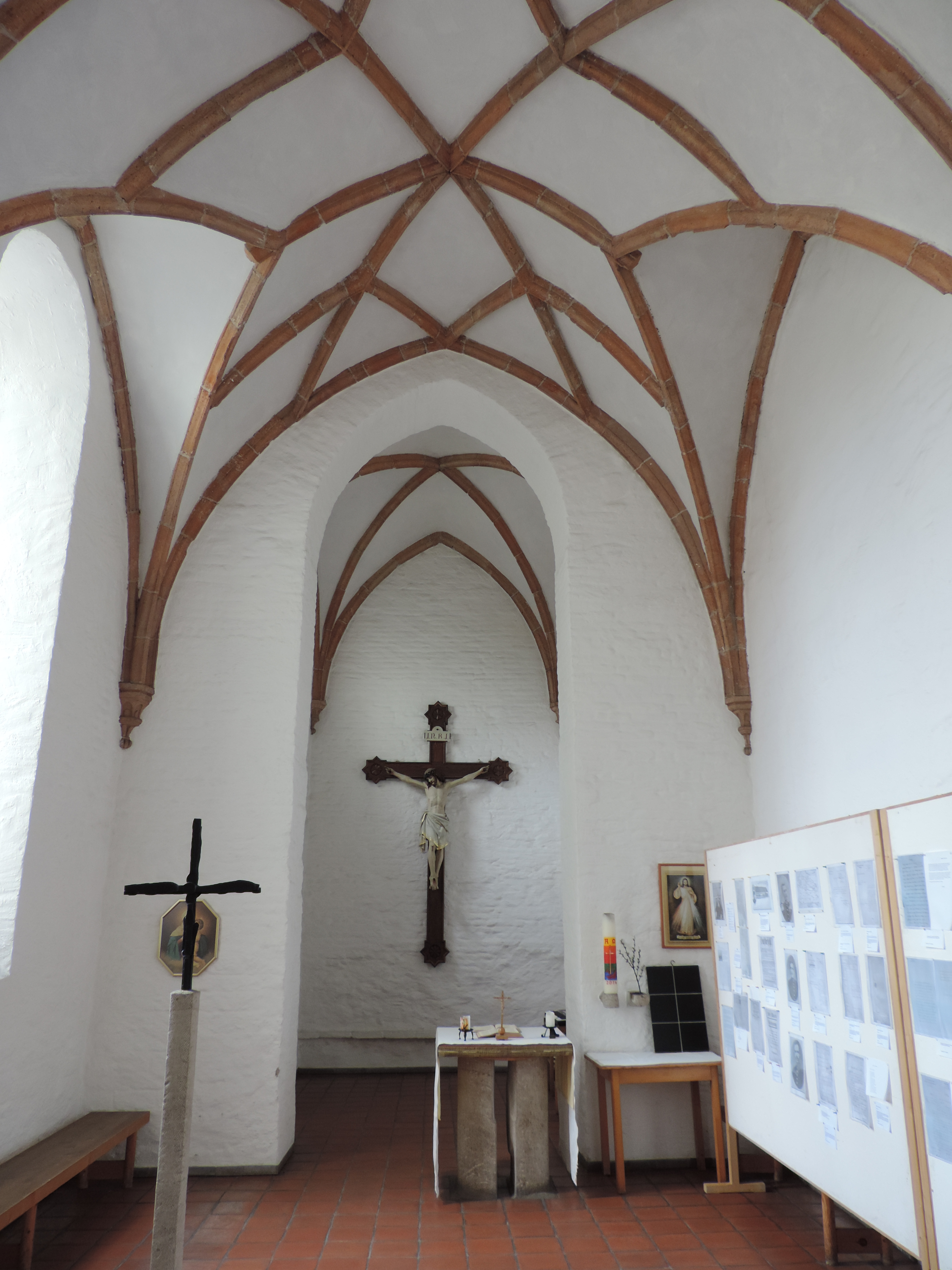
Innenraum

St. Severin in Augsburg ist ein im Kern gotischer Sakralbau aus dem 13. Jahrhundert. Die bis 2016 als Gefängniskirche der Justizvollzugsanstalt Augsburg dienende Kapelle ist als Baudenkmal geschützt.

## Geschichte
Der Überlieferung nach geht St. Severin auf eine 1256 von Herzog Ludwig den Strengen gestifteten Sühnekapelle zurück. Das Zisterzienserkloster Fürstenfeld veräußerte sie an die Augsburger Patriziergeschlechter Rappolt und Rehlinger, die sie als Hauskapelle nutzten. 1578 veranlasste der damalige Eigentümer, der Augsburger Bürgermeister Markus Welser einen Umbau im Stil der Spätgotik. Die Decke erhielt ein Netzgewölbe. 1622 fiel der Bau an das Augsburger Domkapitel. Nach der Säkularisation des 1635 gegründeten Karmelitenklosters auf dessen Gelände sich die Kapelle befand, erwarb 1814 das Königreich Bayern den Gebäudekomplex. Die Kapelle wurde profaniert und zur Gefängniskirche umfunktioniert. 1821 erfolgte der Abbruch der barocken Karmeliten-Klosterkirche. Bis 1970 fanden Restaurierungsmaßnahmen an der Kapelle statt. St. Severin und der ehemalige Kornspeicher des Klosters stehen ebenso wie der Klostergarten unter Denkmalschutz.

## Beschreibung
Bei der Kapelle handelt sich um einen kleinen einschiffigen Saalbau mit eingezogenem Chor und westlichem Fassadenreiter. Der Innenraum besitzt ein spätgotisches Netzgewölbe aus der zweiten Hälfte des 16. Jahrhunderts.